# Christian Clavadetscher

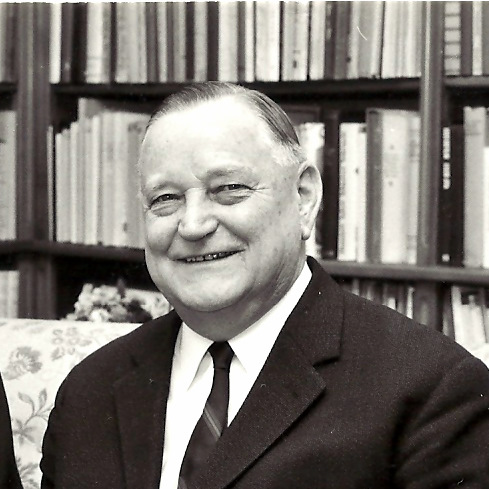
Christian Clavadetscher

Christian Clavadetscher (* 24. September 1897 in Maienfeld; † 23. Oktober 1980 in Aarau; heimatberechtigt in Malans und ab 1957 in Dagmersellen) war ein Schweizer Politiker (FDP). Er war während 28 Jahren eidgenössischer Parlamentarier, nämlich von 1943 bis 1955 Nationalrat und von 1955 bis 1971 Ständerat; er präsidierte 1968/69 die kleine Kammer.

## Werdegang
In Maienfeld, nahe seiner Bündner Heimatgemeinde Malans, kam Christian Clavadetscher als Sohn des Rageth und der Elisabeth geb. Keller zur Welt. Beide Eltern entstammten dem Bauernstand und beide hatten sich zu Lehrern ausbilden lassen. Sie führten einen Anstalts- und Gutsbetrieb in Landquart. Kurz vor der Jahrhundertwende zog die Familie nach Altstätten im St. Galler Rheintal, wo ihr die Leitung der evangelischen Waisenschule samt zugehörigem Landwirtschaftsbetrieb anvertraut wurde. Christian wuchs mit zwei Schwestern und drei Brüdern in einer familiären Gemeinschaft mit den von seinen Eltern betreuten Waisenkindern auf.
Die Grundausbildung zum Landwirt erhielt er 1914–1916 in der Landwirtschaftlichen Jahresschule Rütti bei Bern. Die weitere Ausbildung erfolgte in Lehr- und Wanderjahren auf Landwirtschaftsbetrieben in der Westschweiz, im Tessin, in Deutschland, Holland, Österreich und Italien und als Fachhörer an der Landwirtschaftlichen Abteilung der ETH Zürich. 
Iwan Bally (1876–1965), Verwaltungsratspräsident der Bally-Schuhfabriken und Ständerat des Kantons Solothurn betraute 1921 Christian Clavadetscher mit der Leitung des Gutsbetriebs Niederhommel im luzernischen Neuenkirch. Er versah diese Stelle während 10 Jahren und nahm aktiv teil am öffentlichen Leben. Von 1931 bis 1944 war er kaufmännischer Geschäftsführer der Landmaschinenfabrik Aecherli in Reiden. 1935 erwarb er das landwirtschaftliche Heimwesen seiner Schwiegereltern, Gottfried und Marie Spreuermann-Wanner, in Dagmersellen, das er mit seiner Familie bis 1953 bewirtschaftete. Während 40 Jahren hatte er in Dagmersellen seinen Wohnsitz, wo er 1957 auch das Bürgerrecht erwarb. Er war Präsident der Käsereigenossenschaft Unterdorf.

## Agrarpolitiker
In die kurze Zeit seines Reidener Wohnsitzes fielen das Präsidium der reformierten Kirchgemeinde und der Bau einer neuen evangelischen Kirche. 1943 wurde er – unerwartet – als Liberaler (Freisinniger) in den Nationalrat gewählt, dem er während 12 Jahren als Mitglied der Radikaldemokratischen (freisinnigen) Fraktion angehörte. Er war Agrarpolitiker und arbeitete daher in vielen kantonalen und schweizerischen landwirtschaftlichen Gremien und Organisationen mit: Viehschauexperte, Hagelversicherungsexperte, kantonale Kleinviehschaukommission (Präsident), Eberaufzuchtstation Sedelhof in Emmenbrücke (Leiter), Tierzuchtkommission, Verband luzernischer Zuchtgenossenschaften etc. 1959 wurde er Ehrenmitglied des Bauernvereins des Kantons Luzern. Von 1946 bis 1967 war Clavadetscher Präsident der Luzerner Genossenschaft für Schlachtviehabsatz. Viele Jahre war er Präsident des Schweizerischen Viehproduzentenverbandes und wiederholt Vizepräsident der Genossenschaft für Schlachtvieh- und Fleischversorgung (GSF), einer privatrechtlichen Organisation und als solche Dachorganisation der am Schlachtvieh- und Fleischmarkt beteiligten Wirtschaftsgruppen. Von 1946 bis 1965 war er Präsident des Zuchtverbandes für das veredelte Landschwein. Der schweizerischen Schweineverwertungsgenossenschaft stand er von 1954 bis 1971 als Präsident vor. Während Jahren gehörte er dem Leitenden Ausschuss des Schweizerischen Bauernverbandes an. Der eigentliche politische Durchbruch gelang Christian Clavadetscher, der zwar bei Wiederwahlen als Nationalrat gute Resultate erzielt hatte, erst 1954 mit dem Präsidium des Organisationskomitees der 11. Schweizerischen Ausstellung für Landwirtschaft, Forstwirtschaft und Gartenbau (SLA) in Luzern, im Volksmund Burelandi genannt. 

## «Frisch voran mit Christian» – Ein Mann des Volkes
Christian Clavadetscher ist auch dreissig Jahre nach seinem Tod der älteren Generation wegen dieses Wahlkampfslogans in Erinnerung. 1871 fand im Kanton Luzern der politische Umschwung statt. Die Katholisch-Konservativen übernahmen die Macht. Sie regierten mit absoluter Mehrheit. Folglich besetzten sie auch konsequent beide Ständeratssitze. Nach der gelungenen Bauernlandi (Landi war der volkstümliche Name der Landesausstellung 1939; mit dieser Veranstaltung und dem Wort Landi verband sich viel, was unter geistiger Landesverteidigung subsumiert wurde.) sahen die Liberalen (Freisinnigen) eine Chance, mit dem weit über die Parteigrenzen hinaus beliebten Christian Clavadetscher die Vormachtstellung der Konservativen zu brechen. Die Sozialdemokraten und der Landesring der Unabhängigen liessen sich in ein Bündnis gegen die Partei, die mit absoluter Mehrheit regierte, einbinden. Es begann ein Kampf um jede Stimme. Im ersten Wahlgang wurde nur der erstmals kandidierende Rechtsanwalt Peter Müller gewählt, während der zur Wiederwahl angetretene Franz Karl Zust den liberalen Kandidaten um lediglich 200 Stimmen überflügelte und das absolute Mehr verfehlte. Nun wurde der Wahlkampf historisch, wie ihn alle damaligen Protagonisten bezeichneten und – soweit sie noch leben – bezeichnen. Die Konservativen wechselten den Kandidaten aus: Sie hoben den kantonalen Finanzdirektor, Regierungsrat Werner Bühlmann, auf den Schild. Die Niederlage im ersten Wahlgang war derart knapp, dass sie für die vereinigte Opposition in den seit 80 Jahren festgeschriebenen luzernischen Verhältnissen ein Elan vermittelnder Erfolg war. Hierüber schrieb der christlichsoziale Nationalrat Alfons Müller-Marzohl nach dem Tode Christian Clavadetschers im CVP-Parteiblatt Vaterland:

«Und nun setzte ein Ringen ein, wie man es seither nie mehr erlebt hat und wie man es sich heute auch kaum mehr vorstellen kann: Hüben wie drüben wurden alte Leidenschaften wach, man kämpfte, als ginge es um Sein oder Nichtsein. Und man brachte 90 Prozent der Wahlberechtigten (ausschliessliches Männerstimmrecht!) an die Urne. Sieger wurde mit 500 Stimmen Vorsprung Christian Clavadetscher. … Unbeschreiblicher Jubel auf der einen Seite, schmerzliche Betroffenheit auf der andern. - Wie ist dieser Sieg möglich geworden? Ohne Zweifel in erster Linie durch die ungewöhnlichen persönlichen Eigenschaften Christian Clavadetschers: Wer immer mit ihm näher in Berührung kam, wurde durch seine echte Herzlichkeit beeindruckt. Wenn man ihm im Bundeshaus oder sonst irgendwo begegnete, so pflegte er einen zu begrüssen, als ob man von Jugend an mit ihm befreundet gewesen wäre. Und diese Herzlichkeit, die aus einer lauteren Seele kam, überstrahlte nach dem Kampf allen Zwist und überbrückte jede Distanz. So gelang es ihm denn auch später mühelos, die nicht ganz ungetrübten Tage des Kampfes zu vergessen und vergessen zu machen. Das war nicht ganz selbstverständlich, denn im erbitterten Ringen um das zweite Ständeratsmandat sind auf beiden Seiten Wunden und Beulen geschlagen worden. … Er war in Bern überhaupt nicht an grundsätzlichen Auseinandersetzungen interessiert. Sein Schwerpunkt war die Landwirtschaftspolitik, und hier hat er mit Kollegen aus allen Fraktionen gut und gerne zusammengearbeitet. Christian Clavadetscher war recht eigentlich ein Mann des Volkes: freundlich, zugänglich, wohlwollend und jederzeit bereit, Aufgaben im öffentlichen Interesse zu übernehmen. … Nachträglich ist wohl die Lehre zu ziehen, dass der Sieg Clavadetschers die Politik im Kantons Luzern nachhaltig entspannt hat.»

## Ständerat, Wirtschaftspolitiker
16 Jahre lang war darauf Christian Clavadetscher als gebürtiger Bündner, praktizierender Evangelisch-Reformierter und Angehöriger einer Minderheitspartei Standesvertreter des Kantons Luzern. Die Wiederwahlen erfolgten immer mühelos und mit hoher Stimmenzahl. 1968/69 war er Ständeratspräsident. Seine Wahl wurde in der katholischen Kirche Dagmersellens unter herzlicher Teilnahme aller Bürger gefeiert. 20 Jahre war er Mitglied und 10 Jahre Vizepräsident des Bankrates der Luzerner Kantonalbank. Präsident war der unterlegene Gegenkandidat Werner Bühlmann. Die Zusammenarbeit der beiden war friktionslos. Clavadetscher erteilte bereitwillig Rat, wo immer er gefragt wurde; er war Verwaltungsrat in mittelständischen Familienunternehmen, aber auch der Centralschweizerischen Kraftwerke und der Lonza AG. Während einiger Jahre war er Präsident des Verwaltungsrates der Bell Maschinenfabrik AG Kriens.

## Militär
Clavadetscher leistete während beiden Grenzbesetzungen Militärdienst. Die Grundausbildung vom Trainrekruten bis zum Leutnant absolvierte er von 1916 bis 1918. Im Zweiten Weltkrieg diente er v. a. im Stab des 4. Armeekorps. 1953 schloss er die Karriere als Oberstleutnant und Trainchef der 8. (Luzerner) Division ab. Als Militärpolitiker kämpfte er für den sinnvollen Einsatz der Pferde in der Armee. Militär, Politik und Beruf hatten bei ihm einen engen Zusammenhang.

## Familie
Als Christian Clavadetscher am 23. Oktober 1980 starb, war er 54 Jahre lang mit Gertrud Spreuermann (* 1906) verheiratet, die ihn um 14 Jahre überlebte. Die Ehegatten hatten drei Kinder und neun Enkelkinder.